# Konzéogo-Sambila
Ne doit pas être confondu avec Konzéogo-Bangané ou Konzéogo-Yalgo.
Konzéogo-Sambila est une localité située dans le département de Comin-Yanga de la province du Koulpélogo dans la région Centre-Est au Burkina Faso.

## Démographie
| 2003  | 2006  | 2012 |
| ----- | ----- | ---- |
| 1 294 | 1 110 | -    |

## Santé et éducation
Le centre de soins le plus proche de Konzéogo-Sambila est le centre de santé et de promotion sociale (CSPS) de Comin-Yanga tandis que le centre médical avec antenne chirurgicale (CMA) se trouve à Ouargaye.
Le village possède une école primaire publique.